# I-369
I-369 — підводний човен Імперського флоту Японії, який взяв участь у бойових діях Другої світової війни.

## Загальна інформація
Корабель спорудили у 1944 році на корабельні ВМФ у Йокосуці. Він належав до типу D (також знаний як клас I-361) та проєктом призначався для здійснення транспортних місій з метою постачання численних японських гарнізонів, які з другої половини 1942-го почали дедалі частіше потрапляти у блокаду союзних сил. Втім, для самозахисту на човні все-таки зберегли два торпедні апарати (без запасних торпед).

## Бойова служба
21 січня — 5 лютого 1945-го І-369 провів свій перший транспортний рейс з Йокосуки до острова Мінаміторісіма (Маркус) та назад. 12―21 лютого 1945-го човен виконав другу транспортну місію, знову до відносно наближеної до Японії зони — острова Тітідзіма (архіпелаг Огасавара).
16 квітня 1945-го І-369 вирушив до віддаленіших Каролінських островів. 1 травня він прибув на атол Трук у центральній частині архіпелагу (тут тривалий час була головна база японського ВМФ у Океанії, проте у лютому 1944-го вона зазнала розгрому під час потужного рейду авіаносного з'єднання, а потім опинилась у блокаді), куди доправив 11 тонн припасів та 33 тонни палива. 3―7 травня І-369 пройшов до острова Мерейон (атол Вулеаї за вісім сотень кілометрів на захід від Труку), для якого призначалась понад 41 тонна вантажу. На Мерейоні на борт човна піднялись не менш як 60 пасажирів, зокрема вцілілі члени екіпажу летючого човна, який у березні виконував функцію лідера групи бомбардувальників-камікадзе, що вилетіли для атаки на велику якірну стоянку союзників на атолі Уліті (західні Каролінські острови), а потім приводнився біля Вулеаї. 11—24 травня човен здійснив перехід до Йокосуки.
Невдовзі почалось переобладнання І-369 у танкер, який би міг перевозити авіаційне пальне. Під час цього процесу човен застав капітуляцію Японії, а потім потрапив під контроль союзників. 1946 року його пустили на злам.